# Walter Wright

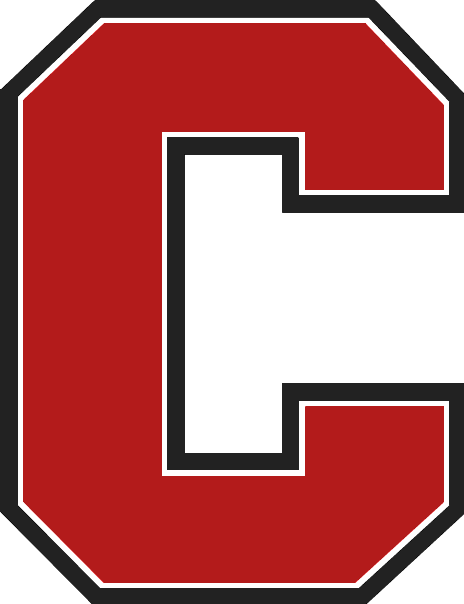
Zawodnik Cornell Big Red

Walter David Wright, Jr. (ur. 19 lutego 1901 w Webster, zm. 1 stycznia 1982 tamże) – amerykański zapaśnik walczący w stylu wolnym. Olimpijczyk z Paryża 1924, gdzie zajął jedenaste miejsce w wadze średniej.
Zawodnik Cornell University. Mistrz Amateur Athletic Union w 1924 roku.

## Letnie Igrzyska Olimpijskie 1924
| Konkurencja      | Rundy eliminacyjne    | Klas. końcowa |
| Konkurencja      | Ćwierćfinał           | Miejsce       |
| ---------------- | --------------------- | ------------- |
| 79 kg styl wolny | Vilho Pekkala (FIN) P | 11.           |